# Actenoides concretus
Actenoides concretus, conhecida como martim-caçador-de-barrete-verde ou guarda-rios-de-colar-ruivo é uma espécie de ave da família Alcedinidae.
Pode ser encontrada nos seguintes países: Brunei, Indonésia, Malásia, Myanmar, Singapura e Tailândia. Os seus habitats naturais são: florestas subtropicais ou tropicais húmidas de baixa altitude e regiões subtropicais ou tropicais húmidas de alta altitude. Está ameaçada por perda de habitat.